# Еней, Эмерик
Эмерик Александру Еней или Имре Енеи (рум. Emeric Alexandru Jenei (Ienei), венг. Jenei Imre; род. 22 марта 1937) — румынский футболист и тренер. Считается одним из лучших тренеров Румынии, наряду со Штефаном Ковачем, Мирчей Луческу и Ангелом Йордэнеску.
25 марта 2008 года он был награждён президентом Румынии Траяном Бэсеску орденом «За спортивные заслуги» II класса за победу в финале Кубка европейских чемпионов в 1986 году.

## Карьера игрока
Еней родился в Агрисе, жудец Арад, в семье этнических венгров. Будучи ребёнком, вместе с семьей переехал в Лошонц (ныне Лученец, Словакия), потому что его отец не хотел служить в румынской армии. Позже отец стал венгерским солдатом, но после окончания войны не вернулся домой, и Еней с матерью переехал в Арад. Два года спустя, когда они вернулись в старый дом, отец Енея, бывший в плену, неожиданно вернулся. Мать Енея умерла, когда ему было всего 12 лет.
До начала своей профессиональной футбольной карьеры Еней хотел стать юристом. Он дебютировал за «Фламура Рози Арад» (сейчас УТА) в румынской Лиге I. В 1957 году в возрасте 20 лет он подписал контракт с клубом «Стяуа» из Бухареста. Он играл за «Стяуа» до 1969 года, когда он покинул Румынию, так как коммунистическая власть позволила нескольким игрокам уехать за границу, новым клубом для него стал турецкий «Кайсери Эрджиесспор». В 1971 году Еней закончил карьеру игрока и стал тренером. За свою карьеру футболиста он сыграл 12 матчей за сборную Румынии (между 1959 и 1964 годами).
Основные моменты его карьеры игрока: чемпионство Румынии со «Стяуа» в 1959/60, 1960/61 и 1967/68, а также его выступление за олимпийскую сборную Румынии на летних Олимпийских играх в 1964 году в Японии, где Румыния заняла 5-е место.

## Тренерская карьера
Как тренер Еней также пользовался успехом. Вернувшись из Турции, он был назначен помощником тренера «Стяуа» в начале сезона 1972/73. Через год он был назначен на должность главного тренера и занял 5 место в Лиге, свой первый чемпионский титул в качестве тренера он выиграл уже в следующем, 1976 году, а в 1977 году стал вице-чемпионом. Он выиграл ещё один чемпионский титул в 1978 году, но в конце сезона был заменён Георге Константином.
В сезоне 1978/79 Еней тренировал ФК «Бихор», команда закончила сезон на последнем месте, и в результате он был уволен. В 1981 году стал у руля ФК «Тырговиште», а в начале сезона 1982/83 вернулся в «Стяуа». После двух лет, за которые не удалось выиграть чемпионат, он был снова отправлен в отставку, но был возвращён в течение четырёх месяцев.
В 1985 году он выиграл чемпионат, а в следующем сезоне привёл «Стяуа» к победе в финале Кубка европейских чемпионов в матче против «Барселоны» в мае 1986 года. Тем же летом Еней был назначен главным тренером сборной Румынии совместно с Мирчей Луческу, дебютировал в матче против Норвегии. Луческу был уволен через некоторое время, и Еней стал единственным тренером национальной сборной. Он не прошёл квалификацию к Евро-1988, но вывел команду в финальную часть чемпионата мира 1990 года. Это был первый опыт Румынии выступления на чемпионате мира за последние двадцать лет. В период с августа 1986 года по июнь 1990 года Еней провёл с командой 40 игр, в том числе две победы в матчах против Испании в 1987 году и Италии в 1989 году.
После чемпионата мира вернулся в «Стяуа» в апреле 1991 года в четвёртый раз, но был уволен уже в декабре того же года. Тренировал сборную Венгрии в 1992—1993 годах, не показал ожидаемых результатов, но выиграл Кубок Кирин в 1993 году, международный турнир, организованный в Японии, а затем был заменён Ференцем Пушкашем.
В августе 1993 года Енеё в пятый раз стал тренером «Стяуа» и выиграл чемпионат через год. В 1996 году он был назначен главным тренером «Университати» Крайова, но был уволен после того, как провёл с командой всего десять игр. Два года спустя он вернулся в «Стяуа» в шестой и последний раз.
В 2000 году Еней снова стал тренером сборной Румынии. Команда квалифицировалась на Евро-2000, но предыдущий тренер, Виктор Пицуркэ, был уволен после скандала, в котором участвовали лучшие игроки команды, в том числе Георге Попеску и Георге Хаджи. На Евро-2000 Еней вывел команду в 1/4 финала, один из лучших результатов команды. Во время его второго пребывания у руля сборной она сыграла 11 матчей.
В июне 2000 года он решил уйти из спорта. После этого Еней был президентом ФК «Бихор», а также работал в Румынской федерации футбола.

## Семья
Еней вдовец, был женат на Иляне, бывшей фехтовальщице, призёрке чемпионата мира и Олимпийских игр 1968 и 1972 годов. У них есть дочь Кристина. У Енея также есть сын по имени Калин от первой жены, румынской актрисы.